# Agrilus angelicus
Agrilus angelicus es una especie de insecto del género Agrilus, familia Buprestidae, orden Coleoptera. Fue descrita por Horn, 1891.
Mide 5-7 mm. Se encuentra en California hasta la altitud de 1800 m. Se alimenta de robles.